# Józef Gogolewski
Józef Gogolewski de Godziemba, né vers 1745 et mort exécuté le 17 janvier 1769 à Popów sur la Warta est un compagnon de la Confédération de Bar, et un militaire du regimentarz du Sejm de la Grande-Pologne, sous le commandement de Ignacy Skarbek-Malczewski (pl). 

## Biographie
Né d'une famille bourgeoise de la terre, fils de Walenty et de Teresa Rostkowski. Membre actif de la Confédération de Bar de Cracovie, il sera, après l'insurrection, jugé, condamné et exécuté en 1769.
Un chant à sa gloire, Pieśń o Gogolewskim (pl), datant du XVIIIe siècle et une tragi-comédie de Jacek Kowalski intitulée Histoire de Gogolewski, sortie en 2001, lui sont consacrés. 

## Source
- (pl) Cet article est partiellement ou en totalité issu de l’article de Wikipédia en polonais intitulé « Józef Gogolewski » (voir la liste des auteurs).